# Campo de Santana
El Campo de Santana es un parque público urbano localizado en el Centro de Río de Janeiro, en Brasil. Se encuentra en la plaza de la República, que lleva ese nombre por estar cerca de donde ocurrió la proclamación de la República de Brasil en 1889.

## Historia

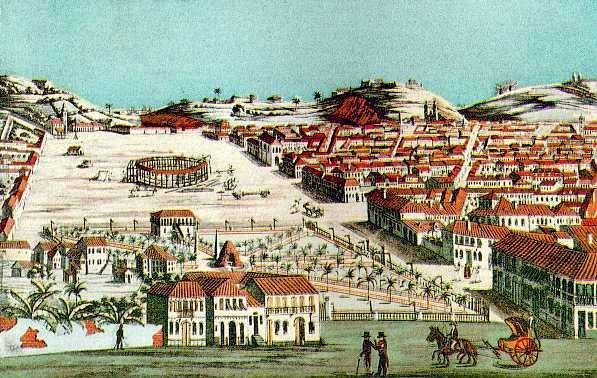
El Campo de Santana en una pintura de Franz Josef Frühbeck de 1818.

Durante la Colonia, antes de la zona rural "llena de charcos, pantanos y alagados", el área no urbanizada de los suburbios occidentales se conocía como Campo de la Ciudad (Campo da Cidade), y luego como Campo de San Domingos (Campo de São Domingos). Tras su urbanización, quedaron áreas libres como el Rossio Grande (la actual Plaza Tiradentes), el largo de San Francisco y el Campo de Santana.
El nombre del Campo de Santana se originó en 1753 y se debió a una iglesia allí construida. Esta fue demolida en 1854 para dar lugar a la primera estación ferroviaria urbana de Brasil, la Estación Don Pedro II. En 1941, en el lugar de la antigua estación, fue inaugurada la actual Estación Central de Brasil.
En sus inmediaciones se construyó en 1819 el Palacio del Conde de los Arcos, que durante un siglo fue sede del Senado brasileño (en la actualidad es la sede de la Facultad Nacional de Derecho. A su vez, en sus alrededores se encuentran el edificio del Mando del Ejército (inaugurado en 1811), la prefectura, la sede del cuerpo de bomberos, la Escuela Municipal Rivadávia Correa, la Casa de la Moneda de Brasil (1863) - actual Archivo Nacional, la Radio MEC, y la Iglesia de San Gonzalo García y San Jorge.

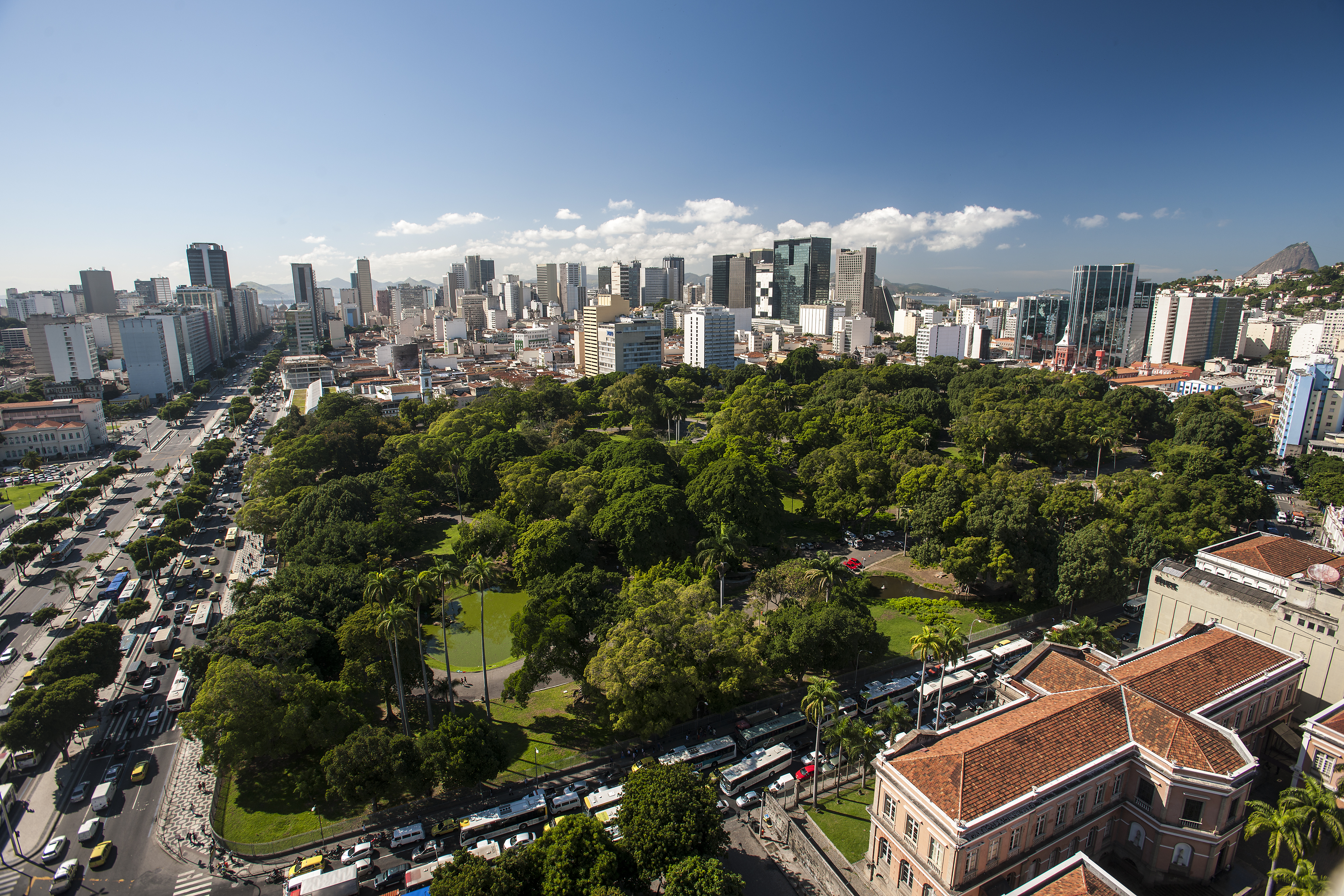
El parque visto desde un edificio contiguo al Archivo Nacional (abajo a la derecha).

La región fue escenario de momentos clave de la historia del país, como la coronación del emperador Pedro I de Brasil, la Proclamación de la República Brasileña (la casa de Deodoro de Fonseca quedaba frente al Campo de Santana) y las protestas de la Revuelta de la Vacuna.

### Estructura actual
En 1942, la construcción de la Avenida Presidente Vargas dividió la plaza en dos. Del lado del Palacio Duque de Caxias, reconstrucción del Mando del Ejército datada de 1937 y sede del Mando Militar del Este del Ejército brasileño, fue construido el Panteón Duque de Caxias. En todos los desfiles de las conmemoraciones de la Independencia de Brasil. 

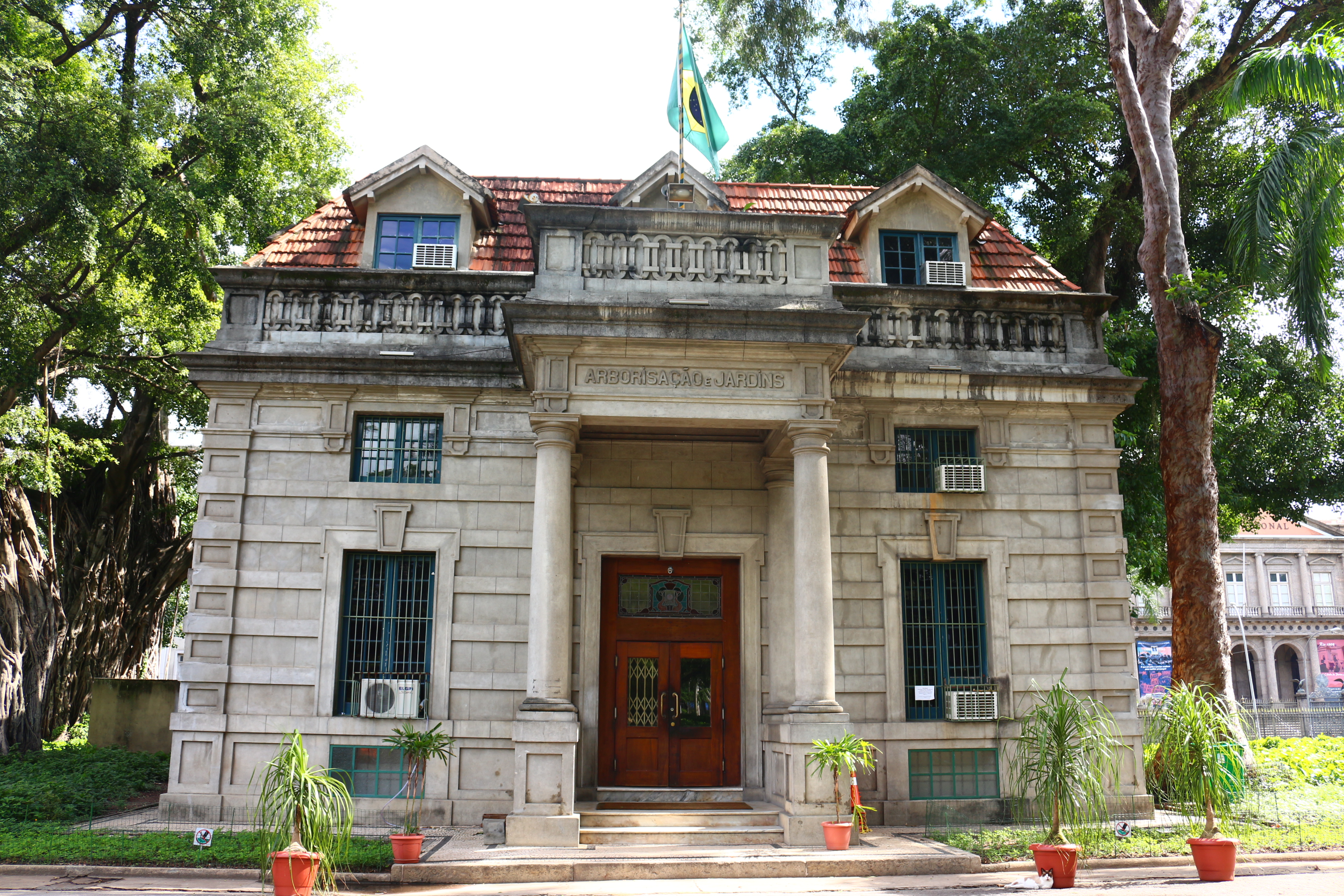
Oficinas de la administración del parque.

En el lado opuesto, quedan los jardines del Campo de Santana, un gran paseo público boscoso y urbanizado en el inicio del siglo XIX. 
En 1873 se inició una reforma del parque. Esta fue completada en 1880, siguiendo proyecto del paisajista francés Auguste François Marie Glaziou. En el área, es posible encontrar diversas especies de animales.
Hasta principios del siglo XX, el parque sirvió como escenario de corridas de toros. Sin embargo, estad fueron prohibidas en 1907 por un decreto del alcalde Francisco Marcelino de Sousa Aguiar.

Actualmente, la plaza encuentra, en sus extremidades, las calles que dan fin a la calle de la Alfandega, la calle Frei Taza, la calle Moncorvo Hijo (próximo al campus de la Facultad Nacional de Derecho de la UFRJ), además de la Avenida Presidente Vargas.

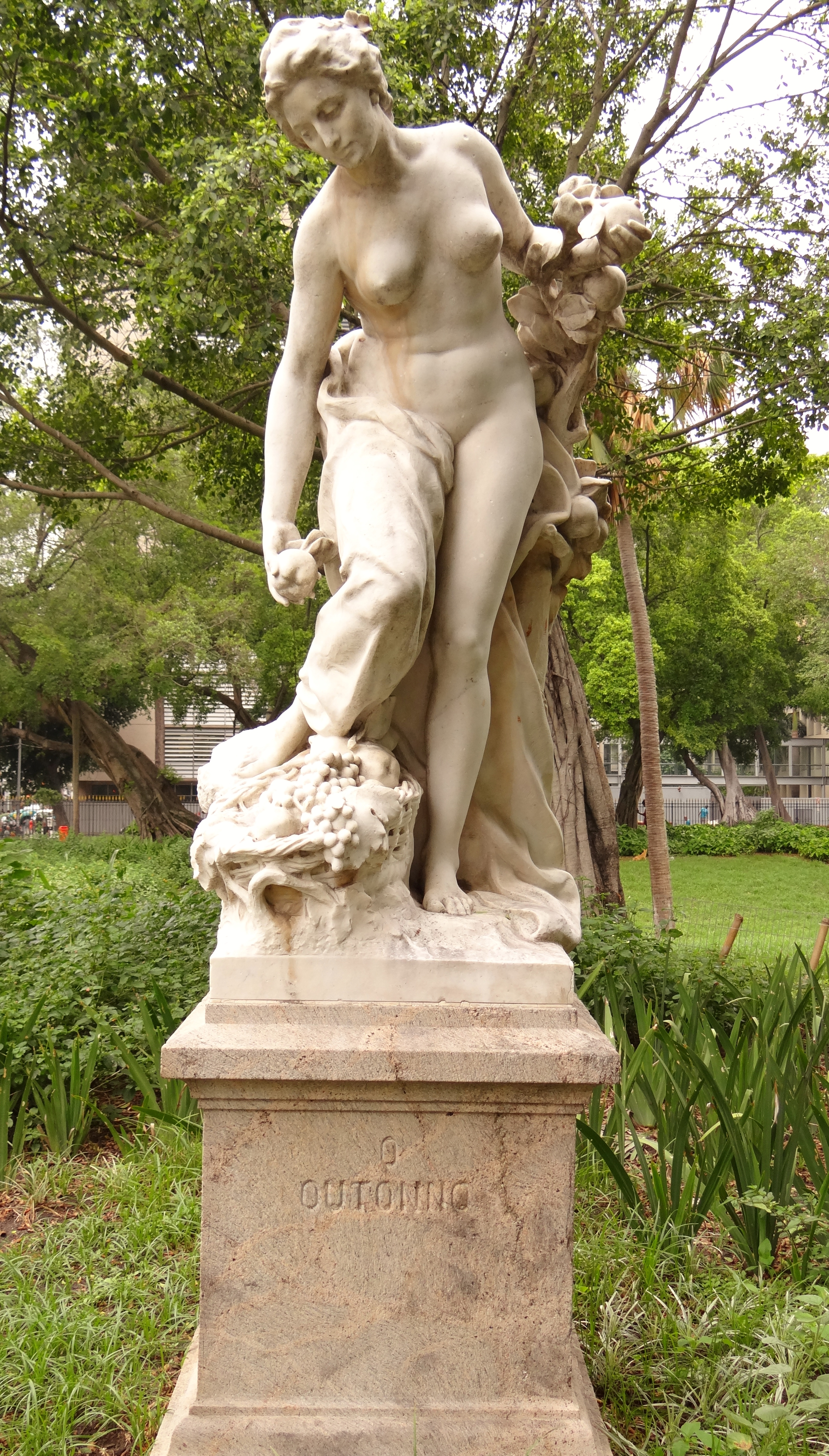
Estatua Otoño.

En 1968, el Instituto Provincial del Patrimonio Cultural (Inepac) reconoció al parque como monumento arquitectónico. En 2012, el Instituto del Patrimonio Histórico y Artístico Nacional (Iphan) lo declaró monumento nacional.

## Monumentos públicos
Existen cerca de trece estatuas y esculturas listadas por la Secretaría de Urbanismo. Estos son homenajes a famosos como Benjamim Constant y Vicente Celestino, al pueblo brasileño y las cuatro estaciones del año.